# 小西遊馬
小西 遊馬（こにし ゆうま、1998年4月4日 - ）は、日本の映像作家、ジャーナリスト。

## 略歴
1998年に千葉県で生まれ、16歳の時にイタリアのLiceo Classico Varrone高校に留学していた。
2018年、八千代松陰高校を卒業し、慶應義塾大学総合政策学部に入学。大学入学後にドキュメンタリーを制作し始めた。
2019年3月、初めての取材先はバングラデシュのクトゥパロン難民キャンプ。大学1年時の処女作『The scars of genocide - YouTube』がSNSで話題となり、『国際平和映像祭（UFPFF）2019』でグランプリ・観客賞・Yahoo! JAPAN CREATORS Programの三冠に輝いた。その後、国際連合本部ビルで開催された『PLURAL＋ユース・ビデオ・フェスティバル2020』に招待される。
2019年9月20日、2作目のフィリピンの路上で暮らす両親のいない5歳の障害児を育てる、血の繋がらない40歳のホームレスの2人を追った作品『＃JUST LOVE - YouTube』をYahoo! JAPAN クリエイターズプログラム『この世界を信じるための10分 UPDATE DOCUMENTARY PROJECT』で発表し、『ロンドン映画祭』と『We Are One: A Global Film Festival（英語: We Are One: A Global Film Festival）』で入選、『Asians on Film Festival 2020』で受賞した。
2020年9月16日、NHKワールド JAPANで放送された線香花火職人を追ったドキュメンタリー『'Senko Hanabi' Sparklers』でカメラマンを担当。
2020年12月21日、香港民主化デモの様子を撮影し、Kickstarterでクラウドファンディングによるプロジェクトを立ち上げる。プロジェクトが香港国家安全維持法の施行により廃業となった香港の蘋果日報と立場新聞に取り上げられる。同年に、株式会社コロプラ創業者・同代表取締役社長の馬場功淳が学生クリエイターの支援と育成のために奨学金支援を行う『公益財団法人クマ財団』の奨学生となる。
2021年2月2日、ハワイ版テラスハウス ALOHA STATEに出演していた長谷川ミラによるサステナブルファッションの事業を立ち上げるまでの挑戦を描いたドキュメンタリー『若さとモデルとサステナビリティと』をYahoo! JAPANが運営する『DOCS for SDGs』にて発表。
2021年6月26日、日本に住むロヒンギャ難民とバングラデシュの難民キャンプに暮らす兄弟の姿を描いた『わたしの同じの人』を発表。
2021年より、グリーンピース・ジャパン、国際環境NGO FoE Japan、環境エネルギー政策研究所などの複数の団体から運営され、持続可能なエネルギー社会に向けて、電力や権力のあり方を変えていく運動をしているパワーシフト・キャンペーンにおけるアンバサダーに就任している。

## 人物
愛称は「KONY (こにー)」。

## 活動
| 番組名                                | 放送日                     | 映像                                        |
| ------------------------------------- | -------------------------- | ------------------------------------------- |
| 渋谷のラジオ 87.6MHz                  | 2016年7月3日 2017年2月19日 |                                             |
| 日テレNEWS24                          | 2020年2月3日 2021年5月22日 | 2021年5月22日放送 - YouTube                 |
| このドキュメンタリーがヤバい！（NHK） | 2020年12月29日             |                                             |
| ABEMA Prime                           | 2021年9月29日              | 変わる報道番組#アベプラ（174s〜） - YouTube |
| 25歳〜情熱の起点〜（テレビ朝日）      | 2021年10月6日              |                                             |